# Santa Anita Park

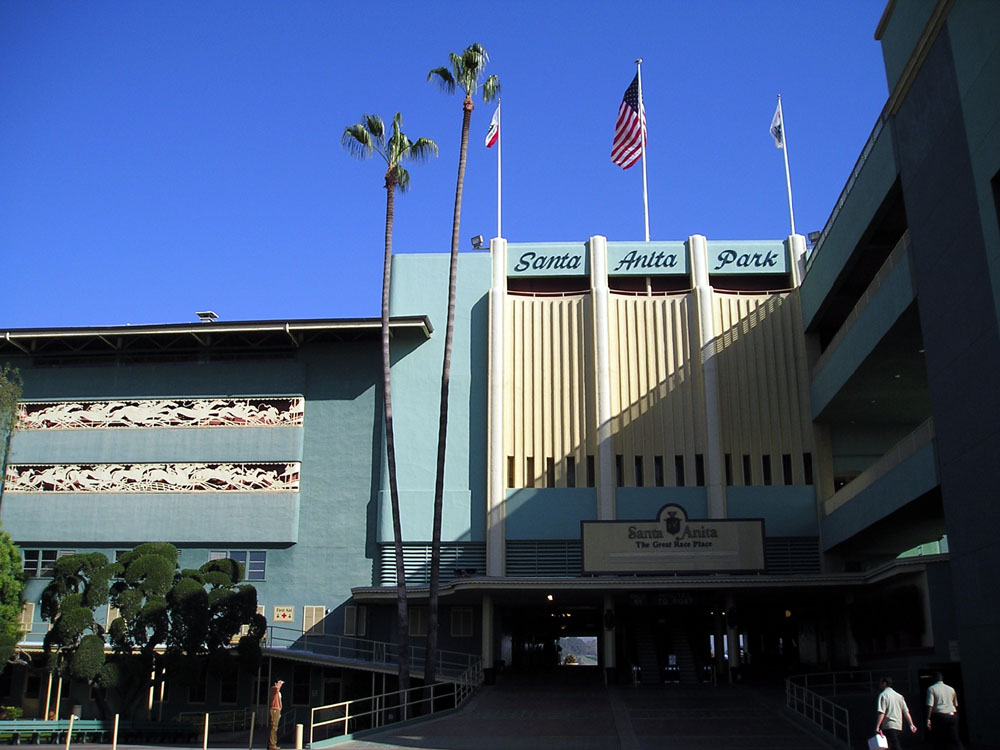
Eingang zum Santa Anita Park

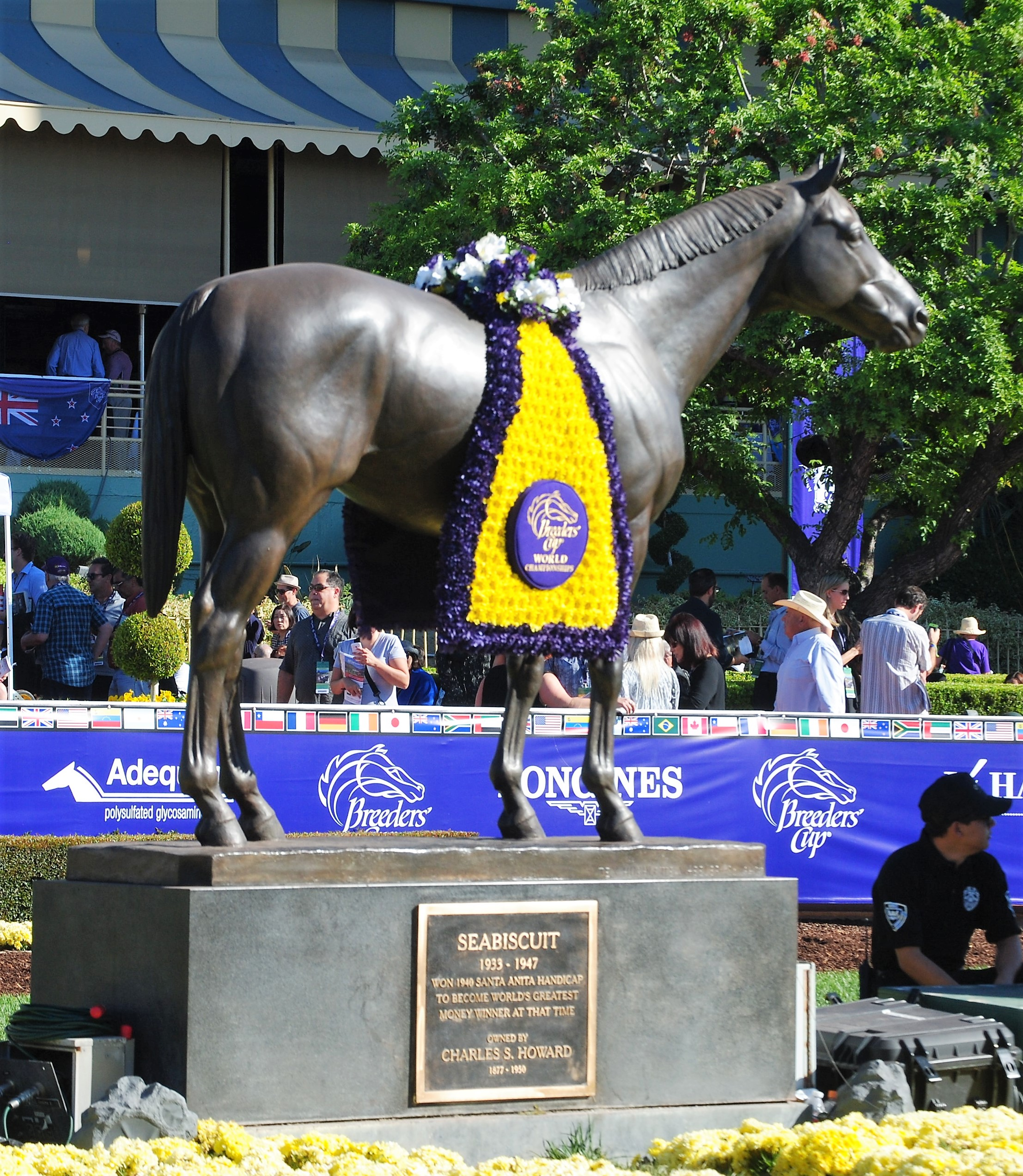
Seabiscuit-Statue auf dem Gelände der Rennstrecke

Santa Anita Park ist eine Pferderennbahn und ein Reitsportzentrum in Arcadia, Kalifornien.
Die Rennstrecke wurde 1934 eröffnet. Sie ist eine bedeutende Strecke in den USA, auf der Ende der 1930er- und Anfang der 1940er-Jahre unter anderem Seabiscuit startete. Bedeutende Rennen sind etwa das Santa Anita Derby und das Santa Anita Handicap.
Santa Anita Park war eine der Sportstätten der Olympischen Sommerspiele 1984.

## Geschichte
Am 25. Dezember 1934 wurde die Rennstrecke Santa Anita Park eröffnet, nachdem im Vorjahr der Pferderennsport in Kalifornien legalisiert worden war.
Im Februar 1935 fand das erste Santa Anita Handicap statt, das mit 100.000 Dollar das bis dahin höchste Preisgeld in den Vereinigten Staaten zu bieten hatte. Die Rennstrecke war innovativ und führte Startboxen und das Fotofinish ein, die sich zum Standard im Pferderennsport entwickelten. Das berühmte Rennpferd Seabiscuit gewann 1940 bei seinem letzten Start das Santa Anita Handicap.
Während des Zweiten Weltkrieges war auf Santa Anita Park zwischen 1942 und 1944 ein Internierungslager für japanischstämmige Amerikaner eingerichtet. 1945 eröffnete die Rennstrecke nach dem Kriegsende, 1953 wurde eine Geländestrecke ergänzt.
Die Reitwettbewerbe der Olympischen Sommerspiele 1984 fanden im Santa Anita Park statt. Im Jahr 2006 gab es den Antrag, die Rennstrecke zu schließen und ein Vergnügungs- und Erlebniszentrum zu errichten, der jedoch scheiterte.
Im Frühjahr 2019 wurde – nach etlichen Todesfällen unter teilnehmenden Rennpferden – der Betrieb eine Zeit lang ausgesetzt.

## Breeders' Cup

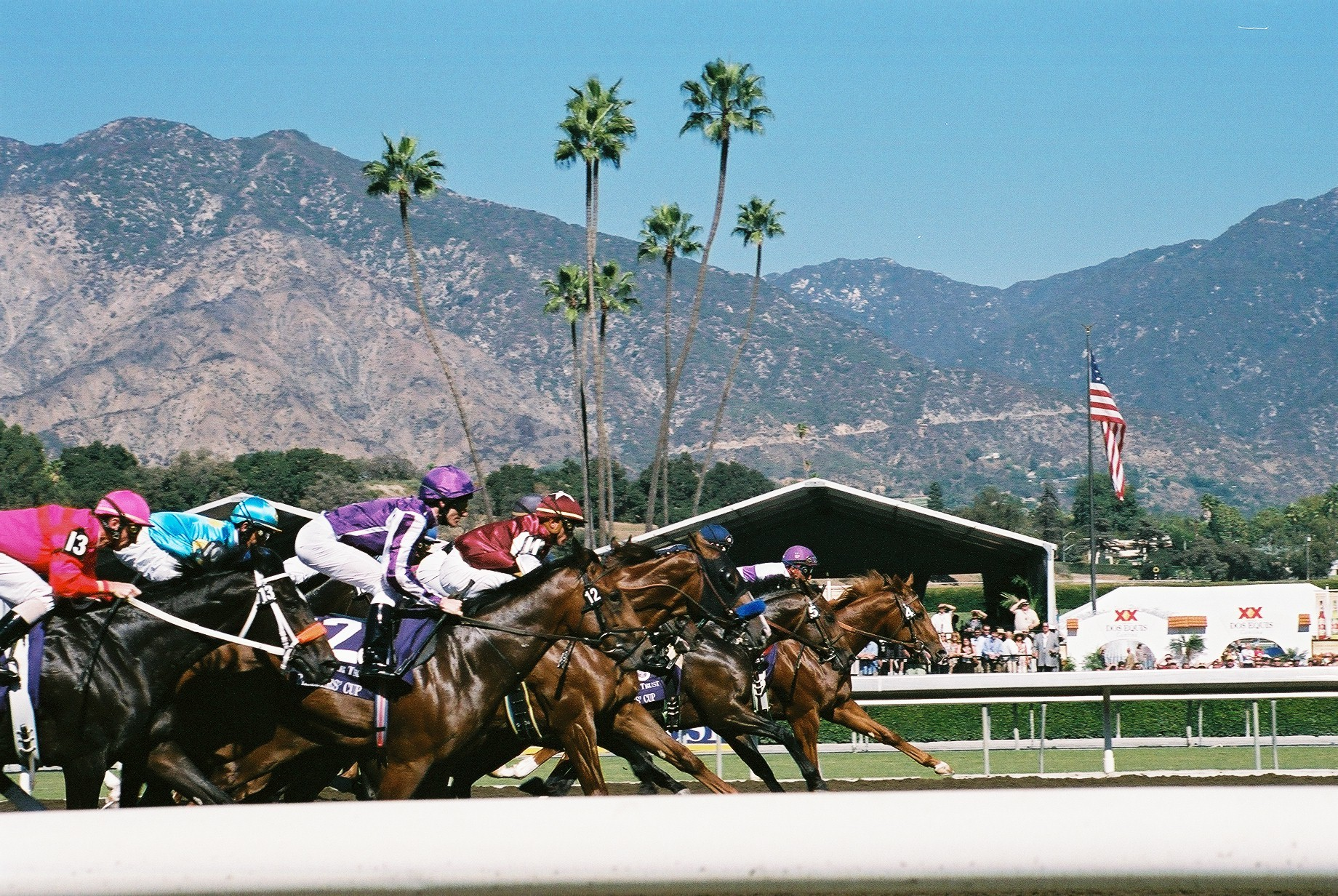
Start des Breeders' Cup Juvenile Rennen, 2008

Der höchstdotierte Renntag der Welt, der Breeders’ Cup, wurde bereits mehrfach in Santa Anita ausgetragen.
- 1986 – Lady's Secret gewinnt den Breeders' Cup Distaff und wurde Pferd des Jahres
- 1993 – Arcangues gewinnt den Breeders' Cup Classic
- 2003 – Trainer Richard Mandella gewinnt vier Rennen, darunter das Classic
- 2008 – Pferde aus Übersee gewinnen fünf Rennen, darunter das Classic
- 2009 – Zenyatta gewinnt als erste Stute das Classic
- 2012 – Wise Dan gewinnt die Breeders' Cup Mile und wurde Pferd des Jahres
- 2013 – Wise Dan wiederholt seinen Erfolg
- 2014 – Bayern gewinnt das Classic
- 2016 – Beholder gewinnt das Stutenrennen Distaff nach einem spannenden Kampf mit der bis dahin ungeschlagenen Songbird, Arrogate gewinnt das Classic
- 2019 – Storm the Court gewinnt den Breeders' Cup Juvenile

## Gruppe-I-Rennen
Gruppe-I-Rennen, die in Santa Anita Park ausgetragen werden, sind in der Folge aufgelistet (sortiert nach erster Austragung).
- American Oaks  (2002)
- American Pharoah Stakes (1970)

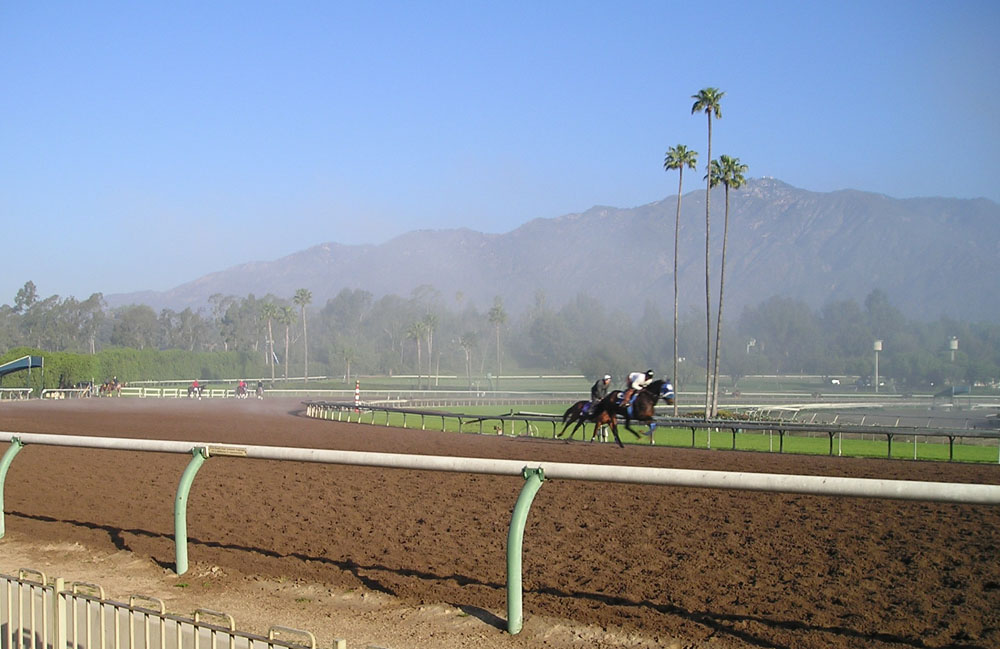
Rennpferde auf der Rennbahn Santa Anita Park

- Awesome Again Stakes (1982, früher Goodwood Stakes)
- Beholder Mile Stakes (1940, früher Vanity)
- Frank E. Kilroe Mile (1960)
- Gamely Stakes (1939)
- Hollywood Gold Cup Stakes (1938)
- La Brea Stakes (1974)
- Malibu Stakes (1952)
- Rodeo Drive Stakes (1977, früher Yellow Ribbon)
- Santa Anita Derby (1935)
- Santa Anita Handicap (1935)
- Shoemaker Mile Stakes (1938)